# Sepsis cynipsea
Sepsis cynipsea is een vliegensoort uit de familie van de wappervliegen (Sepsidae). De wetenschappelijke naam is gepubliceerd in 1758 door Linnaeus in de tiende editie van Systema naturae.